# Traszigang (dystrykt)
Dystrykt Trashigang (dżongkha: བཀྲ་ཤིས་སྒང་རྫོང་ཁག་, Trashigang Dzongkhag, spotyka się także zapis Tashigang) – piętnasty dystrykt Bhutanu, a zarazem najbardziej wysunięty dystrykt na wschód. Graniczy na południu z dystryktem Sarpang, na zachodzie z dystryktami Pemagacel i Monggar, na północy z dystryktem Trashiyangtse, a na wschodzie bezpośrednio z Indiami. Dystrykt Trashigang jest zamieszkany przez lud Sharchop.
Trzy najważniejsze miasta dystryktu Trashigang to miasta Trashigang, Radhi i Phongmey. Głównymi produktami uprawianymi w tym rejonie są lawenda i ryż. Dystrykt ten jest bardzo ważny, ponieważ przechodzi przez niego szlak handlowy Bhutanu z Indiami. Dystrykt Trashigang jest najbardziej zaludnionym dystryktem Bhutanu.
W dystrykcie tym znajduje się także Szkoła Sherubtse – wybudowana w 1966 – jeden z największych ośrodków edukacji w tym małym państwie.
Do najczęściej odwiedzanych miejsc przez turystów należy tutaj twierdza (dzong) w Trashigang. Została ona zbudowana podczas wojny w 1659 z zamiarem, aby była jak najwyższa i rzeczywiście, swoimi wymiarami zrobiła piorunujące wrażenie na wrogu i przyczyniła się do jego porażki. Popularne stały się słowa to nie stoi na ziemi; to jest w niebie, mówiące właśnie o tej twierdzy. Innym często odwiedzanym przez turystów miejscem jest świątynia Gom Kora. Znajduje się w niej święty kamień z odciskiem stopy Padmasambhavy.
Administracyjnie dystrykt Trashigang dzieli się na 16 „bloków” (gewog): Bartsham, Bidung,
Kanglung, Kangpara, Khaling, Lumang, Merak, Nanong, Phongmey, Radhi, Sakten, Samkhar, Shongphu,
Trimshing, Uzorong oraz Yangneer.